# Petstrani heksekontaeder
| Petstrani heksekontaeder               | Petstrani heksekontaeder             |
| -------------------------------------- | ------------------------------------ |
|                                        |                                      |
| Vrsta                                  | Catalanovo telo                      |
| Coxeter-Dinkinov diagram               |                                      |
| Vrsta stranskih ploskev                | nepravilni petkotniki                |
| Stranske ploskve                       | 60                                   |
| Robovi                                 | 150                                  |
| Oglišča                                | 92                                   |
| Vrste oglišč                           | 12{5} 20+60{3}                       |
| Konfiguracija stranskih ploskev        | V3.3.3.3.5                           |
| Simetrijska grupa                      | I, 1/2H3, [5,3]+, 532                |
| Vrtilna grupa                          | I, [5,3]+, 532                       |
| Diedrski kot                           | 153º10′43″                           |
| Značilnosti                            | konveksen ploskovno prehoden kiralen |
| prirezani dodekaeder (dualni polieder) | mreža telesa                         |

Petstrani heksekontaeder je konveksni polieder s 60-imi stranskimi ploskvami. Je Catalanovo telo in dualno telo prirezanega dodekaedra. Nastopa v dveh različnih oblikah, ki sta zrcalni sliki ali enanciomorfni obliki druga drugi. Je tudi Catalanovo telo z največjim številom oglišč. Med Catalanovimi in arhimedskimi telesi ima drugo največje število oglišč, takoj za prisekanim ikozidodekaedrom, ki ima 120 oglišč.     

## Sorodni poliedri in tlakovanja
| Simetrija               | 232 [2,3]+ D3 | 332 [3,3]+ T | 432 [4,3]+ O | 532 [5,3]+ I | 632 [6,3]+ P6 | 732 [7,3]+ | 832 [8,3]+ |
| Red                     | 6             | 12           | 24           | 60           | ∞             | ∞          | ∞          |
| ----------------------- | ------------- | ------------ | ------------ | ------------ | ------------- | ---------- | ---------- |
| Prirezana oblika        | 3.3.3.3.2     | 3.3.3.3.3    | 3.3.3.3.4    | 3.3.3.3.5    | 3.3.3.3.6     | 3.3.3.3.7  | 3.3.3.3.8  |
| Coxeter Schläfli        | s{2,3}        | s{3,3}       | s{4,3}       | s{5,3}       | s{6,3}        | s{7,3}     | s{8,3}     |
| prirezana dualna oblika | V3.3.3.3.2    | V3.3.3.3.3   | V3.3.3.3.4   | V3.3.3.3.5   | V3.3.3.3.6    | V3.3.3.3.7 |            |
| Coxeter                 |               |              |              |              |               |            |            |